# Attilio Viviani
Attilio Viviani (Vallese, 18 oktober 1996) is een Italiaans baan- en wegwielrenner. Zijn oudere broer Elia is ook wielrenner.

## Carrière
Als junior won Viviani twee titels in het baanwielrennen: in 2014 was hij de beste in de scratch op het Europese kampioenschap en, samen met Francesco Toffoli en Andrea Zorzetto, de teamsprint op het nationale kampioenschap. In 2016 won hij, samen met zijn broer, de ploegkoers tijdens de Zesdaagse van Fiorenzuola.
Op de weg nam Viviani, namens een Italiaanse selectie, deel aan de Ronde van San Juan van 2017. Hier sprintte hij in de laatste etappe naar de achtste plaats. In het najaar van 2019 mocht Viviani stage lopen bij Cofidis, Solutions Crédits. Namens deze ploeg won hij de Schaal Sels in de sprint, voor Timothy Dupont en Michael Van Staeyen. In 2023, rijdend voor Team Corratec-Selle Italia, won Viviani de zesde etappe in de Ronde van het Qinghaimeer. Ditmaal versloeg hij Dupont wederom in de sprint.

## Baanwielrennen

### Palmares
| Jaar     | IK                                       | EK       | WK       | Overig                        |
| Junioren | Junioren                                 | Junioren | Junioren | Junioren                      |
| -------- | ---------------------------------------- | -------- | -------- | ----------------------------- |
| 2013     | Omnium, Teamsprint, Ploegenachtervolging |          |          |                               |
| 2014     | Teamsprint, Omnium                       | Scratch  |          | Grenchen: Afvalkoers, Scratch |
| Elite    |                                          |          |          |                               |
| 2016     |                                          |          |          | Fiorenzuola: Ploegkoers       |
| 2017     |                                          |          |          |                               |
| 2018     | Omnium, Ploegkoers                       |          |          |                               |

## Wegwielrennen

### Overwinningen
2019
Schaal Sels
2020
1e etappe La Tropicale Amissa Bongo
2023
6e etappe Ronde van het Qinghaimeer

## Resultaten in voornaamste wedstrijden
| Jaar | Ronde van Italië | Ronde van Frankrijk | Ronde van Spanje |
| ---- | ---------------- | ------------------- | ---------------- |
| 2020 |                  |                     |                  |
| 2021 | 142e             |                     |                  |

| Jaar | Milaan-San Remo | Ronde van Vlaanderen | Ronde van Lombardije |
| ---- | --------------- | -------------------- | -------------------- |
| 2020 |                 | opgave               | opgave               |
| 2021 | 153e            |                      |                      |

## Ploegen
- 2018 –  Sangemini-MG.Kvis-Vega
- 2019 –  Cofidis, Solutions Crédits (stagiair vanaf 1 augustus)
- 2020 –  Cofidis
- 2021 –  Cofidis
- 2022 –  Bingoal Pauwels Sauces WB
- 2023 –  Team Corratec-Selle Italia[a]
- 2024 –  Team Corratec-Vini Fantini
- 2025 –  Team Solution Tech-Vini Fantini

Ciabocco · Colnaghi · Di Sante · Draperi · Gaffurini · Gazzara · Goffi · Marinozzi · Pucioni · Salvietti · Scartezzini · Tomassini · Totò · Viviani
Atapuma · Berhane · N. Bouhanni · R. Bouhanni · Chetout · Claeys · Edet · Fortin · Hansen · Jesús Herrada · José Herrada · Hofstetter · Lafay · Laporte · Le Turnier · Lemoine · Maté · Mathis · Morin · Perez · Périchon · Rossetto · Simon · Soupe · Touzé · Van Lerberghe · Vanbilsen · Waeytens · Finé (stagiair) · Leyder (stagiair) · Viviani (stagiair)
Allegaert · Barceló · Berhane · Claeys · Consonni · Edet · Finé · Haas · Hansen · Jesús Herrada · José Herrada · Lafay · Laporte · Le Turnier · Lemoine · Martin · Maté · Mathis · Morin · Perez · Périchon · Rossetto · Sabatini · Touzé · Vanbilsen · Vermote · A. Viviani · E. Viviani  · Prodhomme (stagiair) · Zanoncello (stagiair)
Allegaert · Barceló · Berhane · Bohli · Carvalho · Champion · Consonni · Drucker · Edet · Fernández · Finé · Geschke · Haas · Jesús Herrada · José Herrada · Lafay · Laporte · Martin · Morin · Perez · Périchon · Rochas · Sabatini · Sajnok · Vanbilsen · A. Viviani · E. Viviani · Wallays · Toumire (stagiair) · Zingle (stagiair) · Lebreton (stagiair)
Aniołkowski · Blouwe · De Maeght · Desal · Dupont · Lauk · Livyns · Meens · Menten · Mertz · Molly ·Paasschens · Paquot · Peyskens · Rex · Robeet · Tietema (vanaf 1/2) · Tizza · Venner · Viviani (vanaf 21/3) · L. Wirtgen · T. Wirtgen · Desmarets (stagiair) · Dopchie (stagiair)
Amella · Baldaccini · Barać · Conti · Dalla Valle · Gandin · Iacchi · Konychev · Masotto · Murgano · Olivero · Ponomar (vanaf 10/8) · Quarterman · Quartucci · Stojnić · Stöckli · Tivani · Vacek · van Empel · Viviani · Zambelli · Darbellay (stagiair) · Debons (stagiair) · Tsarenko (stagiair)
Amella · Baldaccini · Balmer (vanaf 14/5) · Bonifazio · Conti · Darbellay · Debons · González (vanaf 31/3) · Iacchi · Mareczko · Masotto · Monaco · Murgano · Olivero · Padoen · Ponomar · Samudio (vanaf 1/8) · Quartucci · Sbaragli · Stewart · Stöckli · Tsarenko · van Empel · Viviani · Zambelli · Bögli (stagiair) · Parravano (stagiair) · Tissières (stagiair)